# سعد أمرد
السّعد الأمرد نوع نباتي يتبع جنس السعد من الفصيلة السعدية.

## الموئل والانتشار
موطنه بلاد الشام ومصر والمغرب العربي وشرق أوروبا ووسطها .

## مرادفات للاسم العلمي
- (باللاتينية: Chlorocyperus glaber (L.) Palla)
- (باللاتينية: Pycreus glaber (L.) Hayek)